# Nikolaï Luganski
Nikolaï Lvovitch Luganski (en russe : Николай Львович Луганский) est un pianiste russe, né à Moscou le 26 avril 1972.
Son professeur principal, Tatiana Nikolaïeva, le considérait comme son élève favori, affirmant qu'il était « le prochain » dans une lignée de grands pianistes russes. Sa technique exceptionnelle, son jeu léger et délicat sont unanimement salués. Il fait partie de l'élite pianistique mondiale et reçoit de nombreuses distinctions pour ses enregistrements.

## Biographie

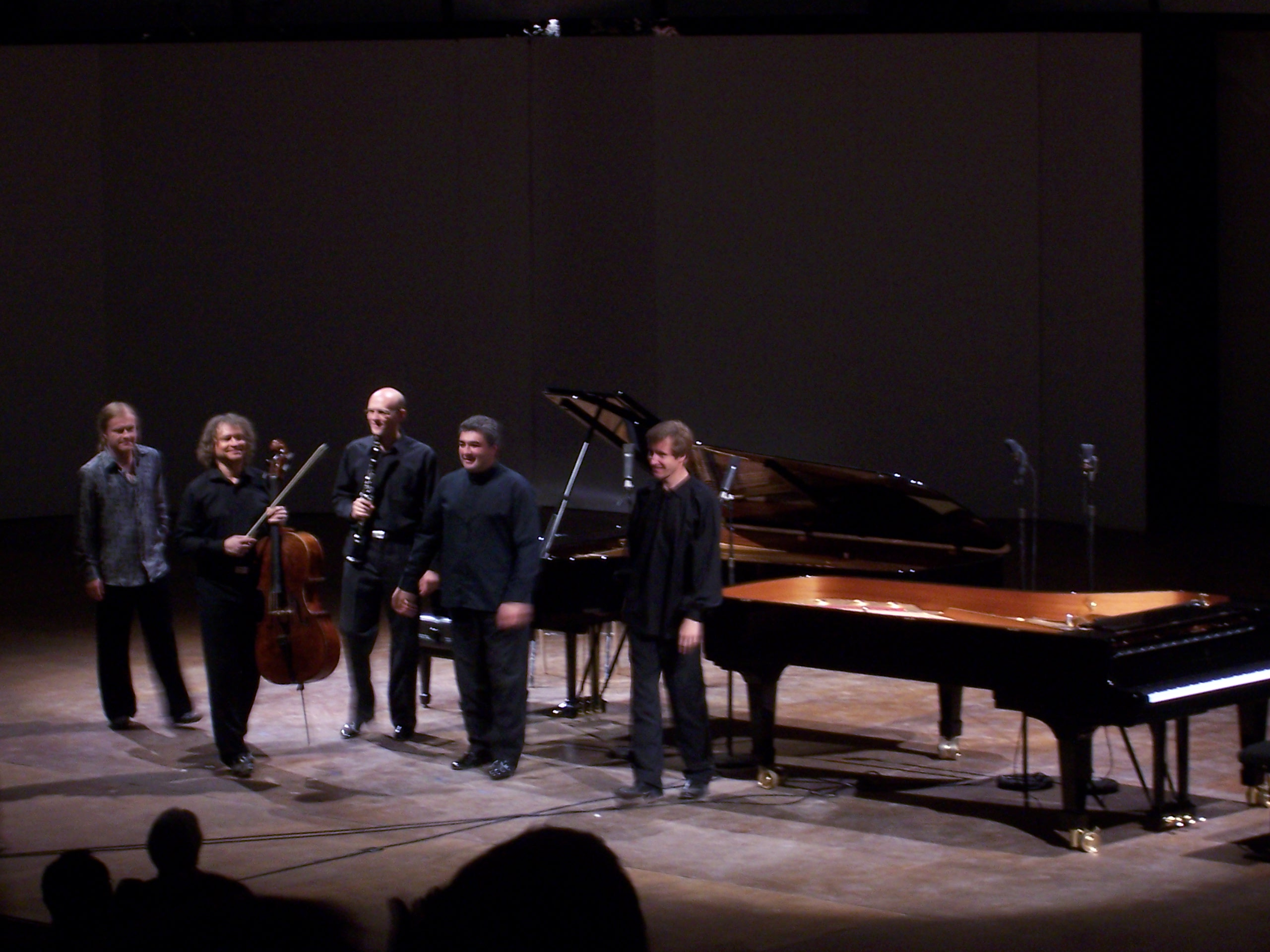
Salutations à la fin de la nuit du piano Carte blanche à Nikolaï Lougansky au festival international de La Roque-d'Anthéron. De gauche à droite : Pavel Sporcl, Alexandre Kniazev, Evgueny Petrov, Vadim Rudenko et Nikolaï Lugansky (2008)

Fils de deux scientifiques russes, il commence l'étude du piano à l'âge de cinq ans, jouant chez un voisin une sonate de Beethoven apprise d'oreille, avant même de savoir lire la musique. Il reçoit ses premières leçons officielles avec ce voisin, Sergueï Ipatov, compositeur et pianiste qui a étudié avec le pianiste Konstantin Igoumnov. À sept ans, il entre à l'École centrale de musique de Moscou, où il étudie pendant cinq ans avec Tatiana Kestner, dont l'ancien professeur, Alexandre Goldenweiser, était un autre professeur important.
Après la mort de Kestner en 1985, son amie et condisciple auprès de Goldenweiser, Tatiana Nikolaïeva, devient le professeur et mentor musical du jeune Lugansky, qu'elle appelle « Kolya », jusqu'au décès de celle-ci en 1993. « C'était une personnalité extraordinaire. La plus grande différence entre Nikolaïeva et la plupart des professeurs au Conservatoire de Moscou était son individualité. Tant de choses ont changé en Russie de son vivant, mais elle avait une immense volonté. Elle était quelqu'un qui aimait vraiment la vie — elle était partout, donnant des récitals, des concertos, faisant partie de jurys, dispensant des master-classes, et, bien sûr enseignant. Étudier avec elle était une expérience inhabituelle en ceci qu'elle était rarement à Moscou ; parfois il s'écoulait de nombreuses semaines entre les leçons. Pour moi, c'était une excellente discipline — penser, étudier, travailler seul —, c'était une bonne formation pour être un pianiste. (interview par Harriet Smith pour Gramophone » Le 7 mai 1986, il donne son premier récital au Conservatoire Tchaïkovski de Moscou qui est aussi son premier enregistrement officiel.
En 1988, il remporte le premier prix au Concours de l'Union soviétique à Tbilissi, la médaille d'argent du 8e Concours international Bach de Leipzig. En 1990, il se voit décerner le second prix du Concours Rachmaninov de Moscou et fait ses débuts aux Pays-Bas à Utrecht, remplaçant Maria João Pires au pied levé. Lors de l'académie d'été du Mozarteum de Salzbourg de 1992, il se voit décerner un prix spécial de « meilleur pianiste ».
Au cours de l'été 1993, Lugansky est blessé au pied et au dos ; il se remet suffisamment pour reprendre le travail et les concerts. Il finit ses études au Conservatoire Tchaïkovski de Moscou sous la direction de Sergueï Dorenski qui le prépare pour le prestigieux Concours international Tchaïkovski de Moscou de 1994 où il remporte le second prix (cette année-là aucun premier prix n'est accordé).
Parallèlement à sa carrière de soliste, Lugansky enseigne au Conservatoire de Moscou depuis 1998 et est l'assistant de Sergueï Dorenski depuis 2007. Il est aussi un joueur d'échecs émérite et a remporté en 2002 le premier prix du Championnat d'échecs des musiciens à Moscou.

## Répertoire
Il partage ses concerts entre récitals pour piano, musique de chambre (en particulier avec ses compatriotes Boris Berezovsky (pianiste), Vadim Repin (violoniste), Mischa Maisky, Alexandre Kniazev (violoncelliste) et concerti pour piano.
Ses compositeurs préférés sont Rachmaninov (qu'il considère comme son père spirituel) et Chopin.
Son répertoire comprend aussi des œuvres  de Bach, Mozart, Beethoven, Brahms, Debussy, Liszt, Nikolaïeva (son professeur pendant neuf ans), Prokofiev, Schubert, Schumann, Scriabine, Tchaïkovski.
Il a aussi écrit des transcriptions du Crépuscule des Dieux de Richard Wagner.